# Lepechiniella microcarpa
Lepechiniella microcarpa är en strävbladig växtart. Lepechiniella microcarpa ingår i släktet Lepechiniella och familjen strävbladiga växter.

## Underarter
Arten delas in i följande underarter:
- L. m. inconspicua
- L. m. microcarpa